# ژید لویرت نوئل
ژید لویرت نوئل (انگلیسی: Gide Loyrette Nouel) شرکت خدمات حقوقی فرانسوی است، که در سال ۱۹۵۷ تأسیس شد.